# 集州街道
集州街道是中华人民共和国四川省巴中市南江县下辖的一个乡镇级行政单位。撤销南江镇和东榆镇，设立集州街道，以原南江镇大堂坝社区、南门口社区、西佛山社区、春场坝社区、沙溪坝社区、南磷路社区、简家坝社区、朝阳社区、林家坝社区、红塔社区、杨家河社区、断渠社区、太子洞社区、海螺社区、文星村、朝阳村、黄金村、元山村、红卫村、南垭村、明月村、光辉村、水洞村、凰龙村和原东榆镇观井社区、华光社区、文光社区、徐家坝社区、槐树坪社区、张家垭社区、幸福村及跃进社区1组、2组、10组所属行政区域为集州街道的行政区域。

## 行政区划
集州街道下辖以下地区：
东榆社区、石矿社区、桥坝社区、红潭河社区、华光村、观井村、跃进村、幸福村、槐树村、永红村、五星村、文光村、同心村、卫星村、土寨村、战斗村、民主村、长丰村、桥坝村、响水村和田磅村。